# Saint-Doulchard
Saint-Doulchard is een gemeente in het Franse departement Cher (regio Centre-Val de Loire). De gemeente telde 9.650 inwoners op 1 januari 2022. Het is daarmee de op twee na grootste gemeente van het departement. De plaats maakt deel uit van het arrondissement Bourges.

## Geschiedenis
In de 6e of 7e eeuw zou hier de kluizenaar Dulcardus hebben geleefd, die na zijn dood als heilige werd vereerd. Zijn graf werd een bedevaartplaats en er werd een kerk opgetrokken, die later parochiekerk werd. Saint-Doulchard was een landbouwgemeente waar aan wijnbouw en veeteelt werd gedaan.
In 1851 werd het spoorwegstation van Bourges gebouwd op het grondgebied van Saint-Doulchard. En in 1953 werd een fabriek van Michelin geopend. Tussen het oude centrum in het westen van de gemeente en de stationsbuurt in het oosten, werd een nieuw centrum gebouwd om de groeiende bevolking te huisvesten. De gemeente groeide ook door de komst van forensen, werkzaam in of rond Bourges.

## Geografie
De oppervlakte van Saint-Doulchard bedroeg op 1 januari 2022 24,01 vierkante kilometer; de bevolkingsdichtheid was toen 401,9 inwoners per km².
De Yèvre vormt de zuidgrens van de gemeente.
De onderstaande kaart toont de ligging van Saint-Doulchard met de belangrijkste infrastructuur en aangrenzende gemeenten.

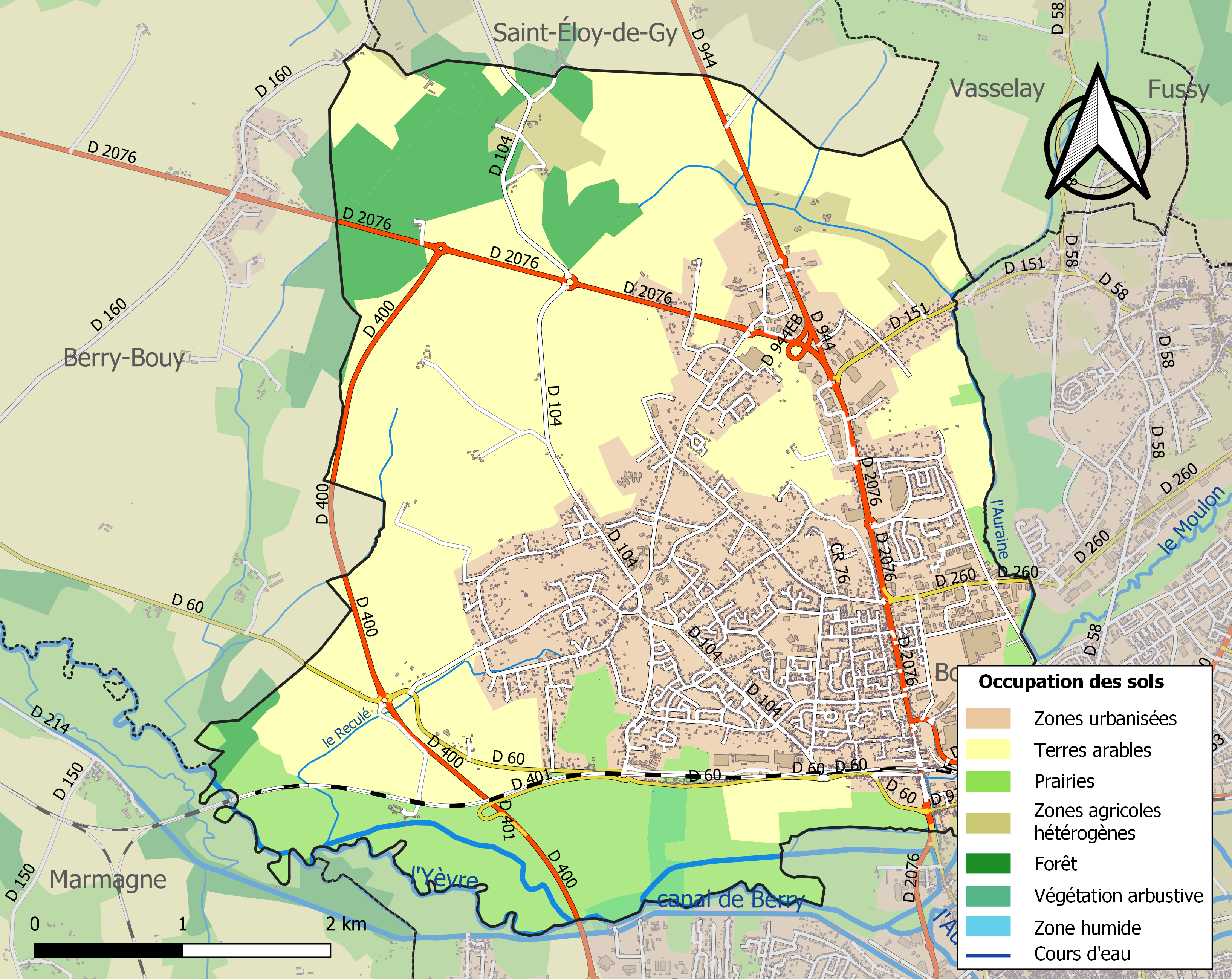

## Demografie
In 1925 telde Saint-Doulchard nog maar 1.649 inwoners.
Onderstaande figuur toont het verloop van het inwonertal (bron: INSEE-tellingen).

## Bezienswaardigheden

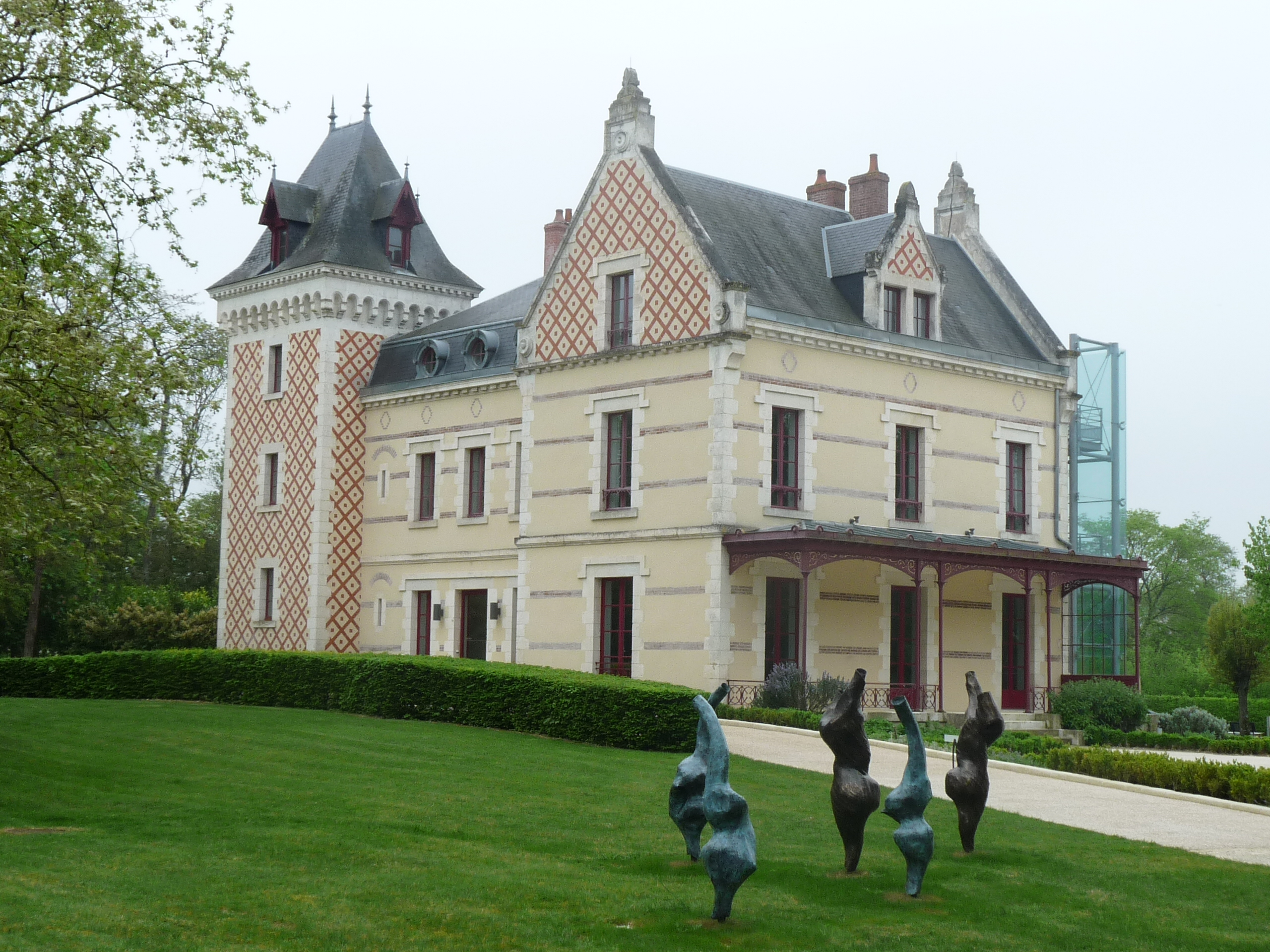
Château de Varye

De romaanse kerk Saint-Doulchard in het oude centrum is 11e-eeuws. Het Château de Varye werd gebouwd in 1870.

## Geboren
- Bernard Diomède (1974), voetballer
- William Bonnet (1982), wielrenner
- Morgan Sanson (1994), voetballer